# تخت حمزة علي (كوشك)
تخت حمزة علي (بالفارسية: تلخ‌آب حمزه علی) هي منطقة سكنية تقع في إيران في قسم كوشك الريفي. يقدر عدد سكانها بـ 68 نسمة بحسب إحصاء 2016.